# Севморпуть (лихтеровоз)
«Севморпу́ть» — советское ледокольно-транспортное судно (лихтеровоз) с атомной силовой установкой типа КЛТ-40. Крупнейшее из всего четырёх когда-либо построенных невоенных торговых судов с ядерной энергетической установкой. Крупнейший по водоизмещению из лихтеровозов. Назван в честь Северного морского пути, для которого он и строился. Является единственным судном проекта 10081.
Судно предназначено для транспортировки грузов в лихтерах и контейнерах в отдалённые северные районы. Способно самостоятельно следовать во льдах толщиной до 1 м.
По состоянию на 2024 год является единственным действующим грузовым судном с атомной силовой установкой.

## История
Проектно-техническая документация лихтеровоза разрабатывалась с 1978 года в Ленинградском ЦКБ «Балтсудопроект» по заданию правительства СССР. Проект судна был разработан на основе дизельных лихтеровозов типа «Алексей Косыгин» проекта 17502.
Построено в Керчи, на судостроительном заводе «Залив». Заложен 2 ноября 1984 года, спущен на воду 20 февраля 1986 года. Введён в строй в 1988 году. Построен в период с 01.06.1982 по 31.12.1988.
Первые годы эксплуатации контейнеровоз работал на международных линиях Одесса — Вьетнам — Владивосток и Владивосток — КНДР. В отличие от ледоколов класса «Арктика», судно способно работать и в тёплых водах. Затем оно несколько лет обеспечивало грузоперевозки на линии Мурманск — Дудинка — Мурманск.
В начале 2007 года Ростехнадзор проверил ядерную установку лихтеровоза. Опубликовано заключение, что «ядерная и радиационная безопасность обеспечивается и соответствует установленным требованиям».
В августе 2007 года оператор судна (Мурманское морское пароходство) заявил о намерении переоборудовать лихтеровоз в плавучее буровое судно. Предполагалось, что переоборудование займёт 18 месяцев. План переоборудования объяснялся оператором отсутствием высокотарифных грузов для лихтеровоза. Однако в феврале 2008 года последовало заявление об отмене проекта по переоборудованию «Севморпути» и о предстоящей передаче владельцем всех судов с атомной силовой установкой другому оператору.
В августе 2008 года Мурманское морское пароходство завершило передачу всего атомного ледокольного флота, включая «Севморпуть», во ФГУП Атомфлот.
В октябре 2009 года генеральный директор «Атомфлота» Вячеслав Рукша заявил, что «лихтеровоз Атомфлота „Севморпуть“ стоит без работы, и если такая ситуация сохранится и в 2010 году, то придётся сдать его „на иголки“. А мог бы прослужить ещё лет 15».
Официальная страница морского регистра содержит запись «Исключено из регистровой книги судов с 02.08.2012».
В соответствии с приказом Госкорпорации «Росатом» от 24 октября 2012 года ядерную установку должны были вывести в режим окончательного останова. По состоянию на июнь 2013 года работы по выводу лихтеровоза из эксплуатации были практически завершены; в частности, ядерная установка была окончательно остановлена.
В конце декабря 2013 года генеральный директор Росатома С. В. Кириенко подписал приказ о восстановлении атомного лихтеровоза-контейнеровоза «Севморпуть». Планировалось выполнить работы по продлению ресурса ядерной установки, закупить и загрузить комплект ядерного топлива. Ввод судна в строй ожидался 1 марта 2016 года, после восстановления «Севморпуть» должен был заняться обеспечением Северного завоза, освоением шельфа и разработкой Павловского месторождения свинцово-цинковых руд на Новой Земле. По словам Вячеслава Рукши, «Судно будет востребовано, сегодня судов такого класса у нас нет, и мы рассчитываем примерно на десять лет его работы».

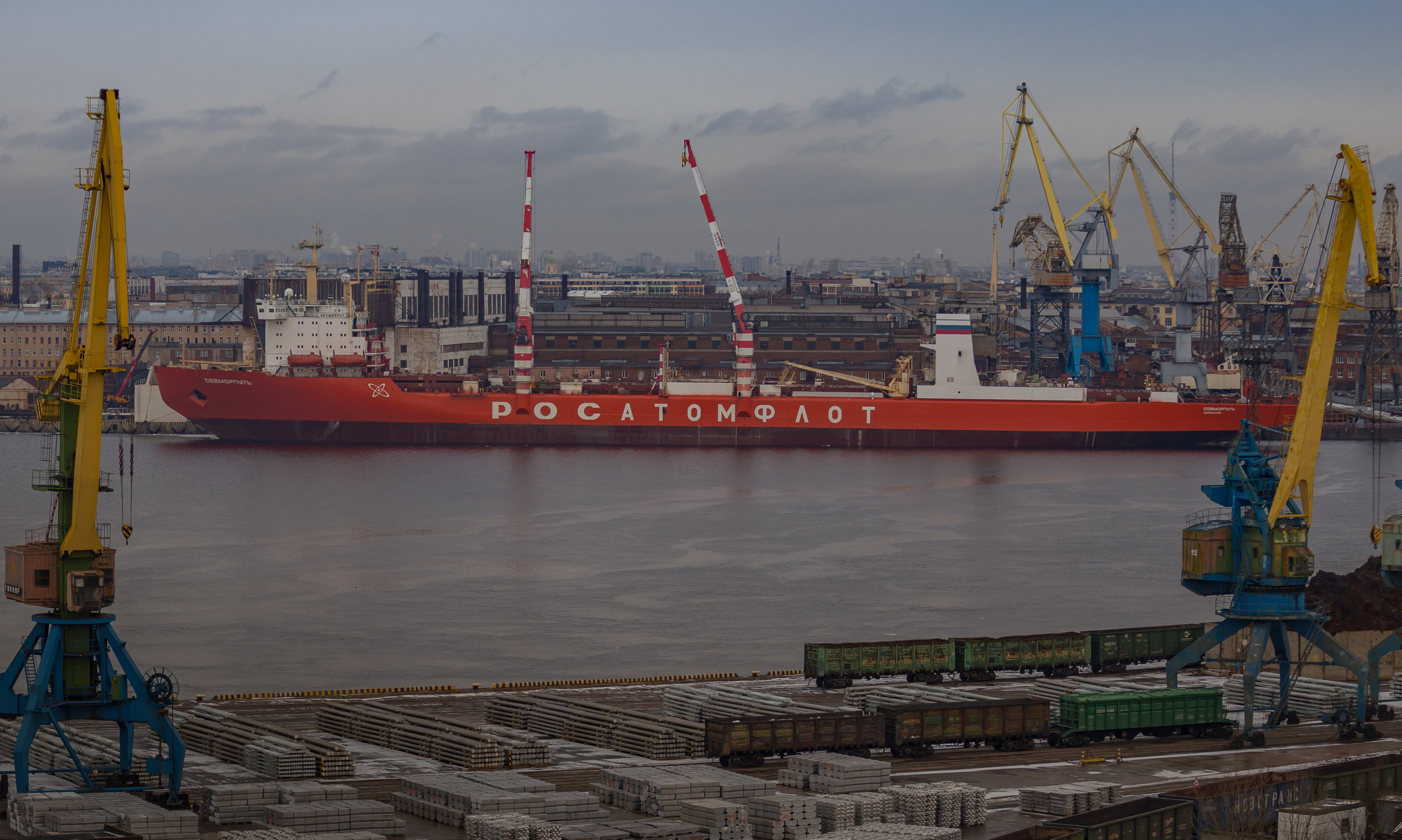
«Севморпуть» на ремонте в Санкт-Петербурге, февраль 2020 года

В ходе дооснащения предполагалось заменить часть оборудования и инженерных комплексов. Планировалось смонтировать два дополнительных крана, заменить установку обработки сточных вод, смонтировать новые элементы трубопроводной арматуры и насосного оборудования. Должны были быть заменены два резервных дизель-генератора на новые мощностью 1000 кВт, поставщиком их определено было ЗАО «МТ-Групп». На судне была установлена новая радиолокационная станция. Суммарная стоимость нового оборудования — порядка 57 млн руб.
Экипаж на 80 % состоял из членов старой команды судна, многие из которых вернулись из других регионов страны.
30 ноября 2015 года после завершения заводских ходовых испытаний лихтеровоз вернулся в Мурманск.
6 мая 2016 года обновлённый лихтеровоз вышел из Мурманска в свой первый рейс — на остров Котельный с грузом стройматериалов и продуктов питания.
6 марта 2019 года пришвартовалось в порту Архангельск. 21 марта судно вышло из порта грузом для Арктик СПГ-2.
26 августа 2019 года лихтеровоз впервые встал в Петропавловске-Камчатском под загрузку рыбопродукции для доставки по Северному морскому пути в Санкт-Петербург. Ведутся переговоры по организации регулярной работы лихтеровоза на этой линии.
В марте 2020 года судно заходило в порт Архангельск под загрузку груза для месторождения «Утреннее».
В ноябре 2020 года рядом с побережьем Анголы во время рейса в Антарктиду на станцию «Восток» у судна произошла поломка лопасти единственного гребного винта. «Севморпуть» должен был выгрузить модули на припай у побережья Антарктиды. Попытка ремонта в море не увенчалась успехом, судно вернулось в Петербург для ремонта на Канонерском судостроительном заводе. В августе 2021 ремонт был завершён, 12 августа контейнеровоз прибыл из Санкт-Петербурга в Мурманск.

### Фотогалереи и базы данных по приписке
- Список ледоколов проекта 10081.